# بيتر هربرت
بيتر هربرت (بالألمانية: Peter Herbert)‏ هو ملحن نمساوي، ولد في 29 فبراير 1960 في بلودنز في النمسا.

## وصلات خارجية
- بيتر هربرت على موقع ميوزك برينز (الإنجليزية)
- بيتر هربرت على موقع أول ميوزيك (الإنجليزية)
- بيتر هربرت على موقع ديسكوغز (الإنجليزية)